# Abd al-Muhsin al-Sa'dun
ʿAbd al-Muḥsin al-Saʿdūn (in arabo عبد المحسن السعدون‎?; Nāṣiriya, 2 maggio 1879 – Baghdad, 13 novembre 1929) è stato un politico iracheno.

## Biografia
ʿAbd al-Muḥsin al-Saʿdūn, Cavalier onorario dell'ordine di San Michele e San Giorgio (KSMG) (in arabo عبد المحسن السعدون‎?) è stato un politico iracheno che ricoprì quattro volte la carica di Primo ministro dell'Iraq tra il 1922 e il 1929.
Membro di un rilevante clan dell'enorme confederazione tribale degli al-Muntafiq, al-Saʿdūn servì come ufficiale nell'esercito imperiale ottomano e fu aiutante di campo del Sultano ottomano Abdul Hamid II prima di riguadagnare il proprio paese dopo la disfatta e iniziare la sua carriera politica. 

Dopo la prima guerra mondiale fu un oppositore del Regno Unito che, con le sue mene, riuscì a farsi attribuire dalla Società delle Nazioni il Mandato sul neocostituito Regno hascemita d'Iraq, alla cui testa Londra pose Faysal, il comandante della Rivolta araba contro i Turchi ottomani.
Durante il suo terzo mandato di Premier, al-Saʿdūn negoziò due importanti trattati: il Trattato anglo-iracheno del 1926, che assicurò la città di Mosul al Regno - malgrado la netta prevalenza dell'elemento etnico curdo (cui furono pieni diritti di cittadinanza e una piccola autonomia locale) - e il Trattato turco-iracheno con cui l'Iraq prometteva di pagare alla Turchia kemalista il 10% delle sue entrate dei campi petroliferi di Mosul in cambio del riconoscimento turco della sovranità irachena sull'area.

## Morte
Nel corso del suo quarto mandato al-Saʿdūn morì. Voci non convalidate da adeguate prove, ipotizzarono che si fosse suicidato.